# Egyetemi Műhely Kiadó
Az Egyetemi Műhely Kiadó a kolozsvári Bolyai Társaság tudományos szakkönyvkiadójaként jött létre 2006 tavaszán. 2010 végéig 36 magyar nyelvű kötetet jelentetett meg.
Kiadványai:
- egyetemi jegyzetek,
- konferenciakötetek,
- tanulmánykötetek,
- monográfiák,
- disszertációk,
- szöveggyűjtemények.